# 百合 (ジャンル)
百合（ゆり）は、女性の同性愛のこと。また、それを題材とした創作物のジャンルである。ガールズラブ（英語: girls' love、GL）とも呼ばれる。
作品の場合、女性同士の恋愛だけでなく恋愛に近い友愛や広く友情を含んだ作品も百合と言うことが多い。1990年代以降の日本の漫画、ライトノベル、アニメ、同人誌のジャンルをさすことが多いが、戦前の少女小説や一般のレズビアン文学、実写映画も含まれる場合がある。

## 語源
語源は1970年代、男性同性愛者向けの雑誌『薔薇族』で編集長を務め、2011年引退した伊藤文學が、男性同性愛者を指す薔薇族の対義語として、百合族という言葉を提唱したことによると言われている。同誌には女性読者の投稿コーナー「百合族の部屋」が設けられた。また、従来日本においては「立てば芍薬、座れば牡丹、歩く姿は百合の花」と、美人を百合に例えることがしばしばあったが、男性同性愛者が真っ赤な薔薇にたとえられていることから、伊藤はそれとの対比で女性的なイメージの強い白百合を当てたという説もある。
当初は、女性同性愛を意味する隠語であったが、1983年にレズ（レズビアン）作品である日活ロマンポルノ映画『セーラー服 百合族』（児ポ法との関係で、現在は『制服 百合族』に改題）が人気を得たことにより、百合は隠語ではなく、女性同性愛を意味する言葉になったという。ただし、現在の意味で普及したのは2000年代前半以降のことである。『マリア様がみてる』ブーム、百合ブーム があり百合という言葉が使われるようになった。性的指向を率直に表す「レズ」という言葉に比べ、「百合」は軽めの女性同性愛を意味する言葉として定着していった。しかし時には、官能的な女性同性愛のことも百合と称される場合がある。

## 歴史

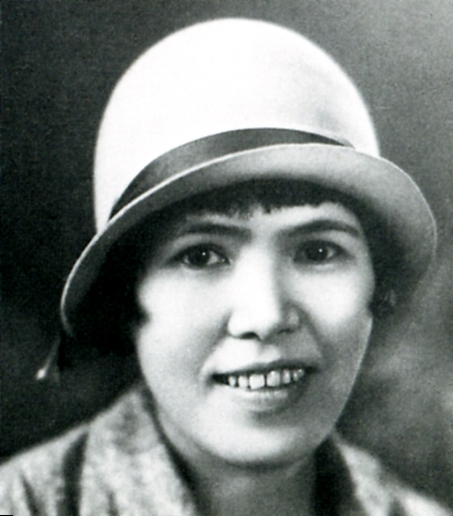
吉屋信子（1930年）

元々このジャンルは、戦前の少女小説に源流があると、森絵利佳は語る。その少女小説は、吉屋信子の『花物語』に始まるとされているが、作品の中で描かれる少女同士の強い絆はエスと呼ばれ、1914年の宝塚歌劇団の創立もあって、少女から大きな支持を得た。現実の女学校でもエスに良く似た少女同士の強い関係が生まれていた。
しかし、戦後共学化により女ばかりの閉鎖的な空間は、共通のものとしては存在しなくなった。しかも、戦前には女子高（＝高等女学校）というものは結婚までの避難所であり、結婚というものは大抵親から押し付けられるものだった。少女は結婚までの限られた時間の中で、唯一自由な女同士の愛をファンタジーとして味わったのである。しかし、戦後異性との自由恋愛が一般化するにつれて、強固なファンタジーが他のファンタジーを駆逐してしまった。そのため、戦後もしばらくはエス小説は発表されていたが、徐々に姿を消していった。戦前・戦後に大量生産された捨てられた子が母に出会うパターンの母と子の自然な関係という大きな物語に、エスが回収されたことも指摘されている。
しかし、戦後の少女文化においても女性同士の愛を扱った作品は消えることなく、近年の百合作品の隆盛に至るまで脈々と受け継がれた。少なくとも1950年代には戦前のエスを引き継いだ漫画が発表されており、戦後の少女小説における母娘、姉妹間のレズビアニズムを思わせる強い絆が指摘されている。多岐川恭は江戸川乱歩賞を受賞した長編推理小説『濡れた心』で女子高生の純粋な同性愛を描いて話題となった。丸茂ジュンはレズビアンの女探偵をヒロインとした連作ミステリー『ヴィトンの中は疑惑の匂い』を1984年に発表、本シリーズは横山まさみちにより劇画化もされている。
日本で初めての連載少女漫画は『リボンの騎士』であるが、その続編の『双子の騎士』（1958年 - 1959年）に早くも男装の少女が女性を惹きつける場面が描かれている。また、『なかよし』版『リボンの騎士』（1963年 - 1966年）にも女性同士の結婚の場面がある。1970年前後にはわたなべまさこ『ガラスの城』(1969年 - 1970年)や矢代まさこ『シークレットラブ』(1970年)で女性同性への片思いが描かれたりもしたが、しかし、少女漫画で女性同士の恋愛が描かれた最も初期で有名な作品が山岸凉子の『白い部屋のふたり』（1971年）である。その後2-3年のうちに池田理代子『ふたりぽっち』(1971年)『おにいさまへ…』(1974年)、一条ゆかりの『摩耶の葬列』(1972年)、里中満智子の『アリエスの乙女たち』(1973年 -)など後の有名作家が次々に同様の作品を発表した。やや時代は下って1970年代後半から1980年代半ばにかけて、福原ヒロ子『真紅に燃ゆ』(1979年)、樫みちよ『彼女たち』(1981年)、有吉京子『 アプローズ -喝采-』(1981年 - 1998年)、長浜幸子『イブたちの部屋』(1984年)といった作品が、やや年齢層の高い読者向けに発表された。これらの作品の特徴は、不幸を背負った主人公の2人が周囲からの中傷にさらされ、悲劇的な結末を迎えることである。おりしも、アメリカではゲイ革命によって当事者によるレズビアンに好意的な小説が多数出版されていたことを考えると 対照的である。レディースコミックでも事情はあまり変わらなかったが、津雲むつみ『月下美人』(1989年)、福原ヒロ子『夢の降る夜』(1991年)といった、やや官能的な作品が発表された。また、1970年代は『ベルサイユのばら』に代表される男装の麗人がらみで百合的な描写が見受けられた。『リボンの騎士』なかよし版の段階では、同性愛は男装の少女が女性であると明かされた時点で終わる一時的なものだった。一方、『ベルサイユのばら』ではありえる一形態として描かれていた。
1980年代に入ると樹村みのり『海辺のカイン』(1981年)、吉田秋生『櫻の園』(1985年 - 1986年)といった、特に魅力的とはいえない普通の女性たちが、タブー観や不幸な生まれやポルノグラフィックな文脈とも関係なく交流を繰り広げる作品が現れた。
また、1984年にはアダルトアニメのくりいむレモンシリーズからエスカレーションが発売された。この作品は1986年に、稲葉真弓（2014年に紫綬褒章を受章）によって「倉田悠子」の別名義でノベライズされた。この作品は百合ノベルの原点にして金字塔と言われている。
ちなみに、くりいむレモンシリーズのノベライズ群は、官能小説の中でもジュブナイルポルノの先駆けとされ、このジャンルは後のライトノベルの原点とされる。
1990年代を迎えると、百合作品は作品数の増大もさることながら、描かれ方も変化した。かつてのタブー観や罪悪感が退き、例えば秋里和国『10回目の十戒』(1991年)、一条ゆかり『だから僕はため息をつく』(1993年)といった作品で、明るいレズビアンが登場し始めた。特に、レズビアンのカップルが登場する1990年代初頭の『美少女戦士セーラームーン』(1992年 - 1997年)の影響は大きく、またこれによって、それまで女性の愛好家が大半を占めていた百合作品に男性の支持が集まるようになった。同人誌の世界でも、『セーラームーン』をネタにした作品が多数作られた。男性同性愛に固執してきた同人誌の歴史において画期的なことだった。初期の百合作品に見られた暗さがなくなったのは、この時期に「女」がマイナスの記号であることをやめたからだと考えられている。
1994年に、ムービックより百合アンソロジー『EG』が刊行された。翌1995年にはレズビアンとバイセクシュアル女性のための雑誌『フリーネ』、1996年にレディースコミック『美粋(ミスト)』 が刊行された。両誌とも現在は休刊している。1997年に百合アニメの金字塔とも言われる『少女革命ウテナ』が放映された。さらに1998年から刊行された、エス小説の現代版といえる『マリア様がみてる』をきっかけにして、男性愛好家も急増したとされる。
2003年には百合専門誌『百合姉妹』(2003年 - 2004年)が創刊され、ついで『百合天国』(2003年 - 2004年)や『ES』(2004年 - 2005年)のような百合アンソロジーが発刊された。2005年に『百合姉妹』の後継として『コミック百合姫』が刊行されるようになり、2010年前後には『つぼみ』(2009年 - 2012年)『ピュア百合アンソロジー ひらり、』(2010年 - 2014年)等の百合アンソロジー数種が次々に発行されたりもした。こうして百合市場は日本に定着し、女子児童が主な読者層である『りぼん』『なかよし』といった少女漫画雑誌においても『ブルーフレンド』や『野ばらの森の乙女たち』のような百合作品が掲載されることもあった。ただし、百合の市場規模は2010年に至っても、やおい・BL市場の10分の1に留まっているといわれている。
一方、日本映画界では少女同士のプラトニックな関係や女性同士のポルノグラフィックな関係が描かれてきたが、このうち特に前者が百合映画と呼ばれる場合がある。『櫻の園』『ラヴァーズ・キス』などが代表であるが、大人のレズビアンが共感できる作品ではなかった。テレビドラマでもプラトニックな関係も含め百合関係を扱った作品があり、ミステリー・ドラマ『古畑任三郎』や『相棒』でも何回か取り上げられている。
百合ブームは、海外にも及んでいる。2003年には、北米で百合作品を扱う初めての出版社ALC出版が誕生した。同年には、百合作品のイベントYuriconが開催される。現在は、日欧米の作家によるアンソロジー『Yuri Monogatari』や日英バイリンガルのマンガ『Rica 'tte Kanji!?』も発行されている。
2000年代後半には、男性キャラクターを排除・周辺化して、複数の美少女キャラクターたちの日常的なやりとりを重点的に描く萌え4コマ・空気系といったジャンルが流行したが、これらの作品を原作とする二次創作では（腐女子によるやおい系二次創作と同様に）もっぱら登場する女性キャラクター同士の関係性に百合的な同性愛を読み込むという発想が取られており、百合というジャンルの普及に一役買った形になっている。2010年代以降は女性キャラクターが複数登場する群像劇では、女性キャラクターが他の女性キャラクターに恋愛感情を抱くことが、完全にありふれた常識となりつつある。

## 考察
社会学者の熊田一雄は、やおい・ボーイズラブと呼ばれる男性同性愛を扱った作品を好む女性（いわゆる腐女子）は、「自身の女性性との葛藤」ゆえにそういった作品を愛好しているのだという分析をもとに、それと同様のことが百合ものを好む男性にもいえるのではないか、すなわち彼らは「自身の男性性との葛藤」を抱え込んでしまっているがゆえに、男性という記号からの逃避場所として百合ものを愛好しているのではないかと推測している。ここでいう男性性の葛藤とは「女性を一方的・特権的に値踏みする視線の主体」としての男性性であり、女性同士の同性愛という作品世界に没入することによって「対等な性」に近づこうとしていると考えられる。また、百合を愛好する男性はしばしば作中人物に同一化する気持ちで作品を鑑賞していることから、作品外部から作品内部の女性キャラクターに対して「一方的に値踏みする視線」を送っているにすぎないわけではないという。
文学者の長池一美は、百合マンガの全体的な目標は少数派の性的指向に焦点を合わせる「強制的な異性愛」からの避難であり、社会的に作られた女性性を再考する要素を提供すると同時に、既存の女性性を越えたいという女性たちの潜在的な願いを表していると分析している。

## 用語
エス（S）
姉妹を意味する英語 sister から来た表現。女子校内での上級生と下級生との女性同性愛、またはそれに近い友愛のこと。戦前から女学生の間で隠語的によく使われていた。「シス」ともいう。
サッフィズム (英: sapphism)
女性同性愛のこと。同義の「レズビアニズム」と同様、古代ギリシアの女性詩人サッフォーに由来。
スール (仏: sœur)
今野緒雪の『マリア様がみてる』シリーズで使われる用語で「エス」と同義。「姉妹」を意味するフランス語をリリアン女学園の上級生と下級生の関係を表す言葉に転用したもの。
お姉様
学園ものの百合作品で、年下の女子生徒が慕っている目上の生徒を呼ぶときによく使われる呼びかけの言葉。

## 漫画雑誌
- 秘密の花園 Lesbian Collection - 白夜書房（1988年 - 1989年) [24]
- Girl Beans - すたんだっぷ出版部（1991年）[25]
- LOVEゆり組 - 一水社（1991年 - 1992年、2002年）[26]
- EG - ムービック（1994年）[1]
- フリーネ - （1995年 女性を愛する女性のための商業雑誌。「アニース」に移行、漫画、小説あり）[1]
- アニース - テラ出版（1996年 - 1997年、2001年 - 2003年 レズビアンとバイセクシュアル女性のための雑誌。休刊。小説、漫画あり）[1]
- 美粋 - 宇出版（1996年 - 1999年 休刊）[1][27]
- カーミラ - ポット出版（2002年 - 2005年 レズビアン雑誌。休刊。小説、漫画あり）[1]
- 百合姉妹 - マガジン・マガジン（2003年 - 2004年。「コミック百合姫」に移行）[1]
- 百合天国〜Girls Heaven〜 - DAITO BOOKS（2003年 - 2004年、休刊）[1]
- es〜エターナル・シスターズ - スタジオDNA（現:一迅社）（2004年 - 2005年、休刊）[1]
- コミック百合姫 - 一迅社（2005年 - ）[1]
- コミック百合姫S - 一迅社（2007年 - 2010年 『コミック百合姫』と統合）[1]
- 百合姫Wildrose - 一迅社（2007年 - 2014年 ※一時『Girls Love』に移行）[1]
- comicリリィ - RICE RIVER COMICS （2009年 - 2010年、休刊）[28]
- 百合少女 - キュンコミックス （2009年 - 2010年、休刊）[29]
- つぼみ - 芳文社（2009年 - 2012年、休刊）
- ピュア百合アンソロジー ひらり、 - 新書館（2010年 - 2014年、休刊）[30]
- Girls Love - 一迅社（2011年）[31]
- 紅百合・白百合・桃百合・青百合・黄百合 - オークス（2011年 - 2012年、OKS COMIX 百合シリーズ)[32]
- 百合缶Feuille,Meil,Petale - エンターブレイン（2011年、ブックウォーカーの携帯配信『百合缶』(2009年 - 2014年)の一部をまとめたもの）[33]
- 百合アンソロジー dolce - エンターブレイン（2012年 - 2013年)[34]
- Sis―秘密の恋心― - 光文社（2012年）[35]
- 百合☆恋 - オークス（2012年 - 2013年、OKS COMIX 百合シリーズ）[36]
- 彩百合 - オークス（2012年 - 2014年、OKS COMIX 百合シリーズ) [37]
- L Ladies & Girls Love - オークス（2014年 - 2016年、OKS COMIX 百合シリーズ)[38]
- SAKURA - 芳文社（2014年 - ）[39]
- ユリボン - 幻冬舎（2014年）[40]
- メバエ - 少年画報社（2014年 - 2015年）[41]
- キマシ！ - 一迅社（2015年）[42]
- Lガールズ - オークス（2016年 - 2017年 、OKS COMIX 百合シリーズ）[43]
- エクレア あなたに響く百合アンソロジー  - アスキー・メディアワークス (2016年 - ) [44]
- シロップ 百合アンソロジー - 双葉社（2019年 - ）[45]

## 研究書
- 川崎賢子『少女日和』青弓社 1990年

## 同人誌即売会
- Maiden's Garden - 百合・女子カップリング・ガールズラヴ系オンリーとして秋に京都で開催されているイベント　2016年6月時点で8回開催された。
- GirlsLoveFestival - 少女恋愛（百合/ガールズラブ）・女の子同士カップリング要素を含む作品ONLYとして年2～3回程度東京などの関東地方メインで開催されているイベント。2018年6月10日時点で関東での通常回23回＋富山県高岡市でのスペシャル回として2回、川崎市でのスペシャル回１回の26回開催された。
- COMITIA（コミティア） - 創作オンリーとして東京では年4回程度開催されているイベントで、2013年9月時点で105回開催された。以前より百合部・女子GL部などの企画が行われるなど、百合系作品を取り扱うサークルが多かったが、2012年5月に開催された「COMITIA100」より百合・GLのジャンルコードが作られた。
※関西・名古屋・新潟でもCOMITIAは開催されている。